# Van Hasselt (bedrijf)
Van Hasselt was een bedrijf dat omstreeks 1860 te Rotterdam werd opgericht door Willem van Hasselt.

## Geschiedenis
Oorspronkelijk was hij azijnmaker, doch hij kwam op het idee om een fabriek voor kaas- en poederstremsel, alsmede boter- en kaaskleursel te beginnen, omdat, naar hij vernam, deze producten in Denemarken al geruime tijd fabrieksmatig werden vervaardigd.
Het stremsel werd vervaardigd door extractie van lebmagen van koeien, terwijl de kleurstoffen uit annattozaad werden gewonnen. Het product kreeg internationale erkenning, waaronder prijzen en diploma's te Londen in 1884 en 1886.
Het productiebedrijf verhuisde van de Rotterdamse Almondestraat naar de Schoterboschstraat, maar na de Eerste Wereldoorlog werd het verplaatst naar Amersfoort, waar meer uitbreidingsmogelijkheden waren.
Na 1945 was er een grote behoefte aan grondstoffen en producten, en Van Hasselt voorzag in deze behoefte door de ontwikkeling van vele nieuwe vindingen, zoals uierzalf, bindmiddelen, insecticiden, en een vulkaniserende olie, 'Factis' genaamd. Ook kwamen er organische peroxiden voor meelveredeling onder het merk 'Cefarox', en carbamaten op basis van zwavelkoolstof, die de basis vormden voor fungicide en voor de rubberproductie.
In 1949 kwam directeur Johan van Hasselt om het leven bij een experiment. Hij liet een bedrijf achter met weinig geld, daar hij eigenlijk liever de chemie beoefende dan het ondernemersvak. Daarom werd Van Hasselt overgenomen door Chefaro, een bedrijf in drogisterij-artikelen.
Ondertussen bleef rampspoed het min of meer amateuristische bedrijf achtervolgen. Er ontsnapten nogal eens wolkjes giftige chemicaliën, wat met regelmatige tussenpozen tot kippensterfte in de omgeving van het bedrijf leidde. Toch werd er in de jaren 50 nog winst gemaakt, en er werkten 100 mensen. In 1956 werd zelfs nog de verffabriek Industria uit Hilversum overgenomen. Daarna begonnen de fusies: Chefaro fuseerde eind jaren 50 van de 20e eeuw met Ketjen, waarna de reeks fusies inzette die uiteindelijk tot het AkzoNobelconcern zou leiden. Chefaro werd onderdeel van Akzo Pharma, en Van Hasselt kwam bij Akzo Chemie terecht.

## Het einde
Terwijl er in 1966 nog ongeveer 70 mensen bij Van Hasselt werkten, raakte het bedrijf ingesloten door woonwijken. Men wilde het bedrijf verplaatsen. De vestiging van Chefaro in Dordrecht had echter haar organische peroxideproductie verplaatst van Dordrecht naar Deventer, Mons, en Gillingham. Omdat de vakbeweging vervangende werkgelegenheid eiste, werd de productie van rubberchemicaliën en fungiciden van Amersfoort naar Dordrecht verplaatst. De fabricage van stremsels en chloorcalcium ging later naar Herkenbosch. De rubberchemicaliën van Van Hasselt werden, samen met het Akzo-onderdeel Solutia dat eveneens dergelijke producten vervaardigde, ondergebracht in een nieuwe onderneming, Flexsys genaamd, die in Brussel zetelt.
Het bedrijf in Amersfoort werd op deze wijze steeds verder uitgekleed en werd in 1977 gesloten. De weinige overgebleven vaste medewerkers gingen naar het Chemie Hoofdkantoor te Amersfoort, of naar Amsterdam.